# Mose Se Sengo
 (octobre 2024).
Mose Se Sengo, né le 16 octobre 1945 et mort le 3 mai 2019, est un guitariste, compositeur et chef d'orchestre originaire de la République Démocratique du Congo.
Il est l'un des pionniers du Soukous congolais.

## Biographie

### Enfance et formation
Mose Se Sengo,est né le 16 octobre 1945 dans l'actuelle Kinshasa. il commence à jouer de la guitare dans un internat à Kinanga.

### Carrière musicale
Il joue avec Franco et  TPOK Jazz, qu'il rejoint en 1968 . Par la suite, il intègre le groupe Lovy du Zaire, formé en 1971 ou 1972 par Victor « Vicky » Longomba, qui a auparavant confondé OK Jazz et est ensuite membre d'African Jazz. Parmi les musiciens qui ont connu du succès par la suite dans Lovy du Zaire on trouve Bumba Massa, Youlou Mabiala and Syran Mbenza,. Cependant, il « n'a pas pu tolérer l'hypocrisie du leader et a rapidement quitté le groupe ».
En 1974, Il voyage vers l'Afrique de l'Est, s'installant d'abord en Tanzanie pendant plusieurs années. à la fin des années 1970, il forme une nouvelle version de son groupe Somo Somo, qui se traduit à peu près par "double problème, interprétant des chansons en Lingala. Le groupe se produit en  Tanzanie, Zambie et Kenya. Au début des années 1980 il déménage au Kenya, où il reforme Somo Somo et enregistre plusieurs albums. En 1983, "Fan Fan" arrive à Londres, en Angleterre, où il mélange sa musique avec celle de musiciens de Jazz anglais.
Dans les années 1990, il rejoint Bana OK, un groupe en hommage au regretté Franco Luambo Makiadi de TPOK Jazz. En 2000, "Fan Fan" revient aux racines du style rumba acoustique. au début des années 2010, il réside à Londres et acquiert la citoyenneté britannique au moment de sa mort.

### Décès
Le 3 mai 2019, Mose Se Sengo est en tournée d'enregistrement à Nairobi, Kenya, lorsqu'il s'effondre et meurt à la suite d'une probable crise cardiaque. Fan Fan, qui séjourne dans un appartement sur la  Thika Superhighway, est transporté à l'hopital de Kasarani à Nairobi, où il est déclaré mort à son arrivée,.
Le producteur du musicien, Tabu Osusa, a indiqué que Fan Fan était en ville pour enregistrer de nouvelles chansons avec des chanteurs basés à Nairobi dont Paddy Makani and Disco Longwa. Mose Fan Fan, dont la résidence était à Londres, aimait Nairobi et visitait le kenya de manière régulière depuis 2016. Sa mort survient un jour avant les funérailles d'un autre musicien congolais de son époque, Lutumba SImaro, avec qui il a joué dans le groupe TPOK Jazz. Des plans étaient en cours, au 11 mai 2019, pour rapatrier sa dépouille au Royaume-Uni pour une inhumation finale.

## Discographie
Albums
- 1975 : Dje Melasi with TPOK Jazz
- 1994 : Belle Epoque
- 1995 : Hello Hello
- 1999 : Congo Acoustic
- 2005 : Bayekeleye
- 2011 : Musicatelama

Contributions artistiques
- 2000 : Unwired: Africa (World Music Network)